# آندری مارکوویتس
آندری مارکوویتس (انگلیسی: Andrei Markovits؛ زادهٔ ۶ اکتبر ۱۹۴۸) جامعه‌شناس، و استاد دانشگاه اهل ایالات متحده آمریکا است.
وی همچنین برندهٔ جوایزی همچون برنامه فولبرایت شده‌است.

## زندگی
وی در تیمیشوارا زاده شد. او از رومانیایی‌های مهاجرت‌کرده به ایالات متحده آمریکا است.

## تحصیلات
او از دانش‌آموختگان دانشگاه کلمبیا است.